# Al-Būsīrī

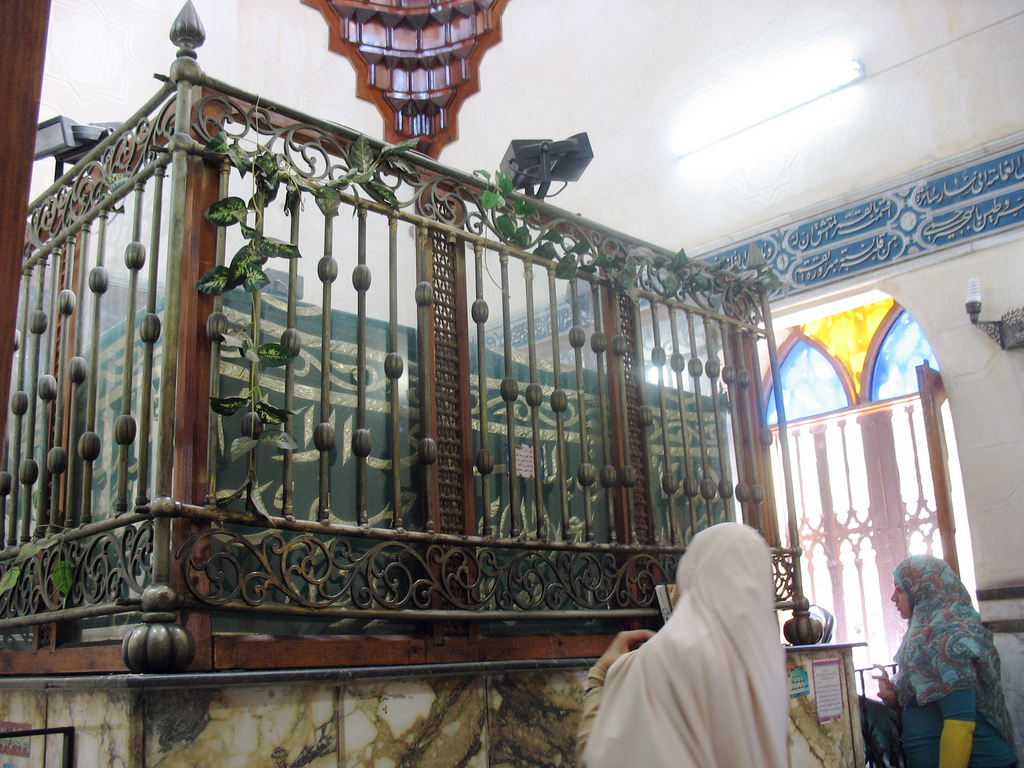
Tomba dell'Imam al-Busiri ad Alessandria d'Egitto

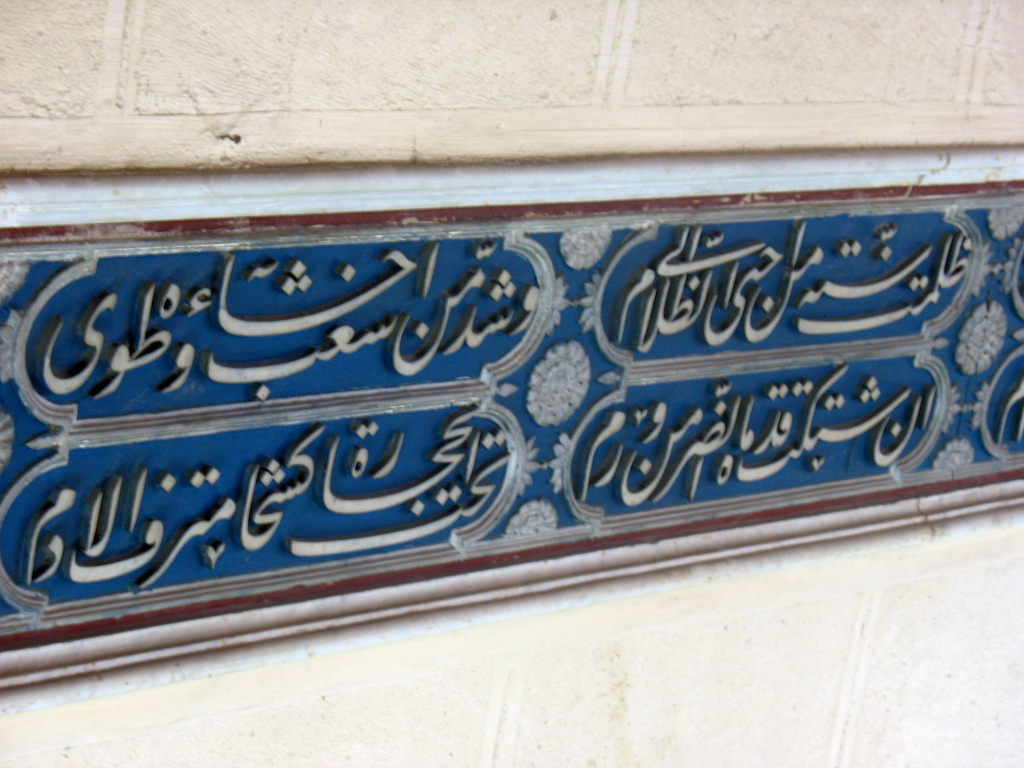
Un verso del poema più famoso di al-Busir, al-Burda, sulla parete del monumento funebre di al-Busiri ad Alessandria d'Egitto

Sharaf al-Din Abu Abd Allah Muhammad ibn Sa'id al-Misri al-Busiri (Busir, 7 marzo 1212 – Alessandria, 1294) è stato un poeta e grammatico egiziano  di origine berbera sanhaji.

## Biografia
Nato in Alto Egitto da una famiglia della tribù Banu Habnun proveniente dalla cittadella di Hammad in Marocco, come afferma al-Maqrizi, fu discepolo del sufi Abu al-'Abbas al-Mursi (m. 1287) guida spirituale di una delle più importanti correnti sufi, la Shadhiliyya ancor oggi diffusa nel mondo islamico. Oltre che in Egitto ha vissuto a Gerusalemme, Mecca e Medina prima di tornare in Egitto e precisamente ad Alessandria dove è morto. Al-Busiri è sepolto al Cairo, alle pendici del Muqattam.
Grammatico e calligrafo, ha composto diverse poesie fra cui la più famosa è la qaṣīda al-Burda (il Poema del mantello). Si tratta di una composizione di 175 versi in lode del profeta Maometto che lo avrebbe guarito dalla paralisi che lo aveva colpito apparendogli in sogno e avvolgendolo con il mantello, la burda appunto. Risvegliatosi guarito, al-Busiri uscì da casa e incontrò un uomo pio che, misteriosamente, gli chiese della qasida appena composta e che il poeta gli diede. Così la notizia della miracolosa guarigione di al-Busiri e la sua poesia si diffusero sia alla corte del sultano mamelucco che fra la gente assicurando al poeta la fama di uomo santo e  alla composizione la fama di essere dotato di prodigiose proprietà. Infatti per secoli i versi sono stati utilizzati anche da altri poeti che, secondo una tecnica diffusa nella letteratura araba, li hanno citati all'interno di loro componimenti. Ma la sua fama maggiore è dovuta all'essere considerata un testo dalle proprietà taumaturgiche per cui i suoi versi sono scritti su amuleti e recitati durante la lavanda dei morti e i funerali al fine di impetrare la misericordia divina per il defunto.
La Burda è stata tradotta di molte lingue, per esempio: in italiano da Giuseppe Gabrieli; in inglese per la prima volta da Faizullabhai; in francese per la prima volta da René Basset; in tedesco da C. A. Ralfs - Vienna, 1860.